# Джордж Костанза
Джордж Лу́ис Коста́нза (англ. George Louis Costanza) — один из главных персонажей американского телевизионного сериала «Сайнфелд» (производство телеканала NBC), роль которого исполнил Джейсон Александер. Он описывает себя как «низкого, коренастого, тупоголового лысого мужчину», который борется с чувством неуверенности, часто обрекая свои романтические отношения на провал из-за собственного страха быть брошенным. Он невероятно ленив; в периоды безработицы он активно избегает поиска работы, а во время занятости часто находит хитроумные способы скрыть безделье от своего начальства. Он дружит со своими школьными знакомыми Джерри Сайнфелдом, Космо Крамером и Элейн Бенес.
Джордж Костанза получил широкое признание, как величайший или один из величайших персонажей всех времён.

## Происхождение

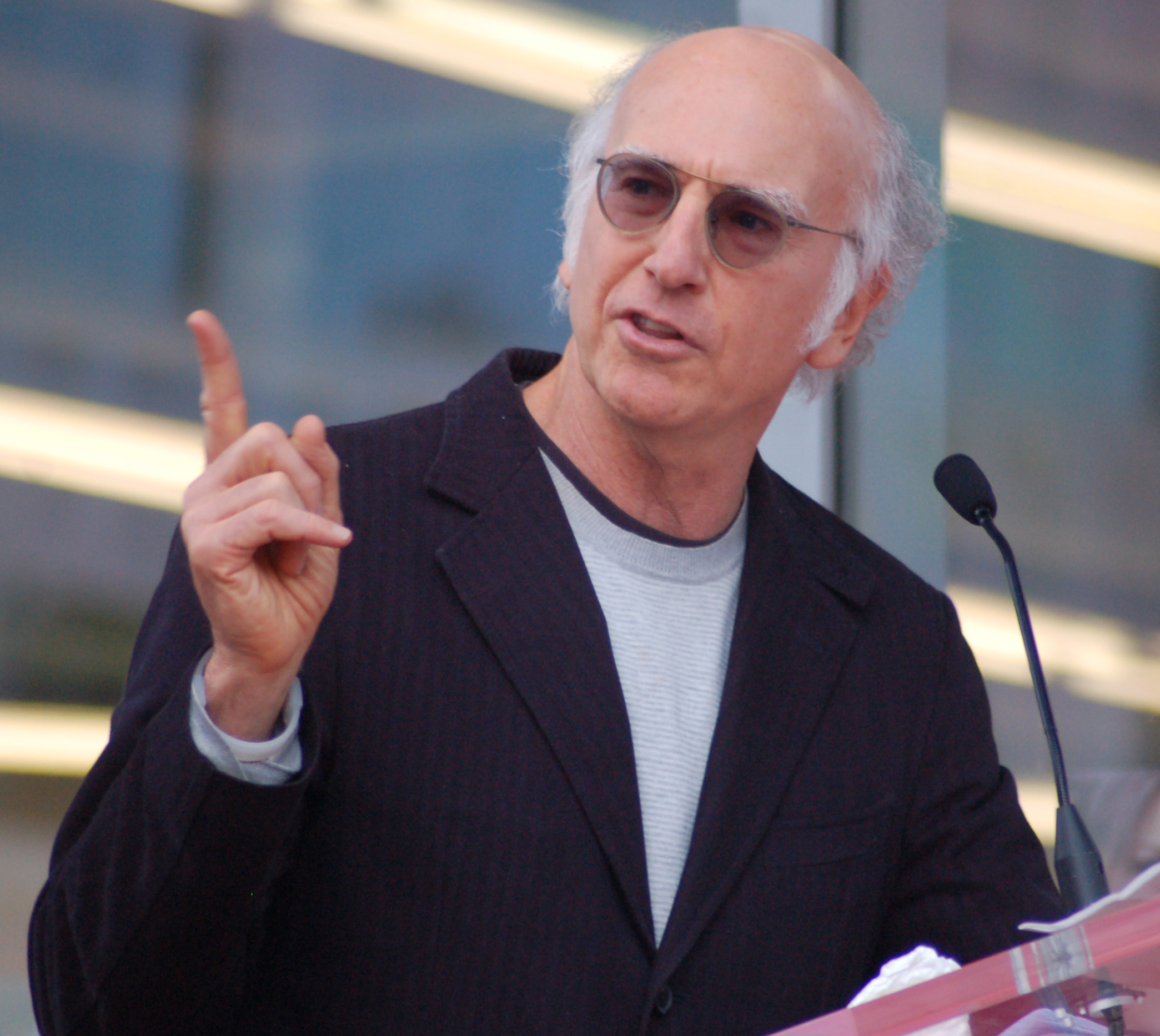
Прообразом Джорджа Костанзы стал один из создателей шоу Ларри Дэвид

Джордж — сын американца итальянского происхождения Фрэнка и еврейки Эстель Костанзы. Лучший друг Джорджа Джерри Сайнфелд назвал Фрэнка и Эстель «психопатами», и в эпизоде «Китаянка» (англ. The Chinese Woman) высказал мнение, что если бы Фрэнк и Эстель развелись, когда Джордж был маленьким, он мог бы вырасти нормальным.

Я происхожу из династии лодырей. Мой отец был лодырем, мой дед был лодырем. Меня воспитали для неудач.

Джордж делает все возможное, чтобы уговорить Фрэнка и Эстель переехать во Флориду, якобы ради их благополучии, но позже пытается предотвратить переезд, узнав, что они намерены потратить накопления, которые могли бы достаться ему в наследство. Джордж дважды упоминает, что у него есть брат, хотя он не разу не появляется в сериале. Ллойд Браун — враг детства, который, по мнению Джорджа, был сыном, которого всегда хотели его родители. В сериале появляются две кузины Джорджа: Шелли, которая навещает Эстель в больнице в эпизоде «Соревнование» (англ. The Contest), и Риза, с которой Джордж планирует встречаться, чтобы привлечь внимание своих родителей в эпизоде «Нежелательная почта» (англ. The Junk Mail). В эпизоде «Деньги» (англ. The Money) Джордж упоминает своего дядю Мо, который по его словам, умер молодым, и «Тетю-малышку», которая умерла в детском возрасте

## Личность

### Характер
Джерри, просто запомни. Это не ложь... если ты веришь в это 

Джордж — невротик, который ненавидит себя и находится во власти своих родителей. Джордж имеет репутацию лжеца.Джефф Валленфельдт из Британники описал Джорджа как «лживого бездельника». Джерри характеризует его, как «одного из самых лживых, двуличных, обманчивых умов нашего времени» и обращается к нему за помощью, когда пытается обмануть полиграф.

Я вру каждую секунду. Вся моя жизнь — это обман 

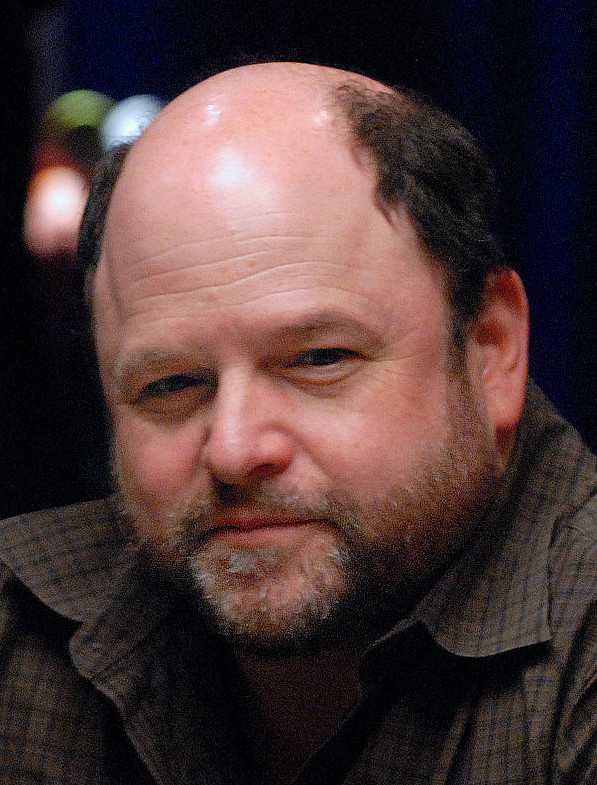
Исполнитель роли Костанзы Джейсон Александер

Говоря о его самооценке, Элейн отметила, что не думает, что «Джордж когда-либо считал себя лучше кого-либо». На протяжении первых сезонов, несмотря на плохие оценки и боязнь опозориться при тестировании на IQ, Джордж изображается умеренно умным — он упоминает об увлечениях Гражданской войной и музыкальным театром. Несмотря на это, Костанза характеризует себя, как «Короля идиотов». Джордж, как и другие персонажи является эгоистом.
Джордж представляется несчастным человеком, который «страдал последние тридцать лет», в эпизоде «Андреа Дориа» (англ. The Andrea Doria) он доводит до слёз членов правления дома, в котором живёт, просто рассказывая «ужасающую историю жизни низкого, коренастого, тупоголового лысого мужчины».
Помимо лживости, Костанза демонстрирует ряд других отрицательных черт характера, в том числе жадность, неуверенность в себе и тревожность, многие из которых, похоже, проистекают из его психологически травмирующего детства с эксцентричными родителями Фрэнком и Эстель. Отличительной чертой Костанзы является его исключительная трусливость и истеричность. Джордж в панике убегает из горящей кухни во время вечеринки по случаю дня рождения сына своей девушки, сбивая с ног нескольких детей и старушку. Однако бывают моменты, когда Джордж, напротив проявляет поразительное мужество. Обычно они связаны с необходимостью подтвердить ту или иную ложь. Например, в серии «Морском биолог» (англ. The Marine Biologist) он пешком идёт в море, чтобы спасти выброшенного на берег кита, потому что его подруга, думает, что он биолог-маринист.

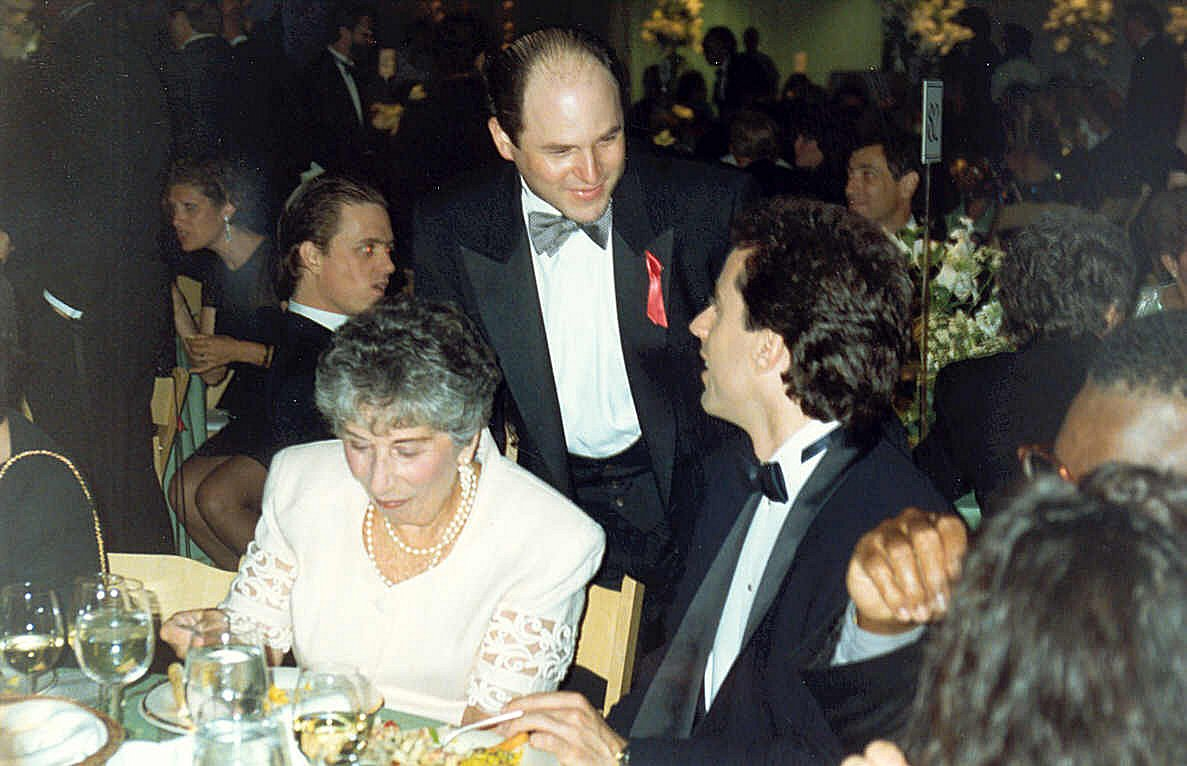
Исполнитель роли Костанзы Джейсон Александер и Джерри Сайнфелд

### Работа
„Когда ты всё время выглядишь раздражённым, люди думают, что ты занят“, ― Джордж Костанза во время работы на «Янкис»
.

Джордж всегда хотел стать архитектором, и неоднократно врал, что он им является. В первых сезонах сериала Джордж работает риэлтором, но после увольнения и попытки отравить начальника, он долго остаётся без постоянной работы. В четвёртом сезоне в качестве сценариста Джордж вместе с Джерри пытается запустить сериал. Он недолго работает и из-за своей глупости быстро теряет место в компании по снабжению придорожных кафе и издательстве Pendant Publishing. Лишь только в 6 сезоне он находит постоянную работу в «Нью-Йорк Янкис».

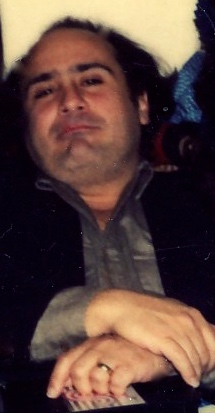
Дэнни Де Вито рассматривался как кандидат на роль Джорджа. Позже он изобразит Костанзу в эпизоде «The Gang Does a Clip Show» сериала «В Филадельфии всегда солнечно»

## Создание
Персонаж основан на личности Ларри Дэвида. Образ создавался в качестве дополнения и противоположности характеру Сайнфелда. В первом варианте пилотного сценария шоу, которое в то время назывался Stand-Up, Джорджа звали Беннетт, и он, как и Джерри, был комиком. Фамилия Джорджа происходит от Майкла Костанзы, однокурсника Сайнфелда по колледжу, второе имя Джорджа, является данью уважения Лу Костелло, чьё «Шоу Эббота и Костелло» вдохновило «Сайнфелд». Когда Ларри Дэвида спросили, хотел ли он сыграть Джорджа, он ответил, что его интересовал только сценарий, и выразил сомнение, что NBC одобрила бы его кандидатуру. Поиск подходящего актёра шёл очень тяжело.
«Мы посмотрели всех актёров, которых только могли прослушать в Лос-Анджелесе»Марк Хершфилд, кастинг-директор NBS, 
На роль Костанзы рассматривались Дэнни Де Вито и Нейтан Лейн, сам Джейсон Александер отметил, что на эту роль также рассматривались Стив Бушеми и Крис Рок. Среди других претендентов был муж Джулии Луи-Дрейфус Брэд Холл, комик Ларри Миллер, номинант на премию Тони Дэвид Алан Граер.
3 апреля 1989 года Хершфилд отправил часть сценария Джейсону Александеру, который в то время находился в Нью-Йорке. Александеру понравился сценарий, и он почувствовал схожесть с фильмами Вуди Аллена, поэтому он изобразил его на своей записи для прослушивания и купил очки, чтобы лучше походить на актёра.

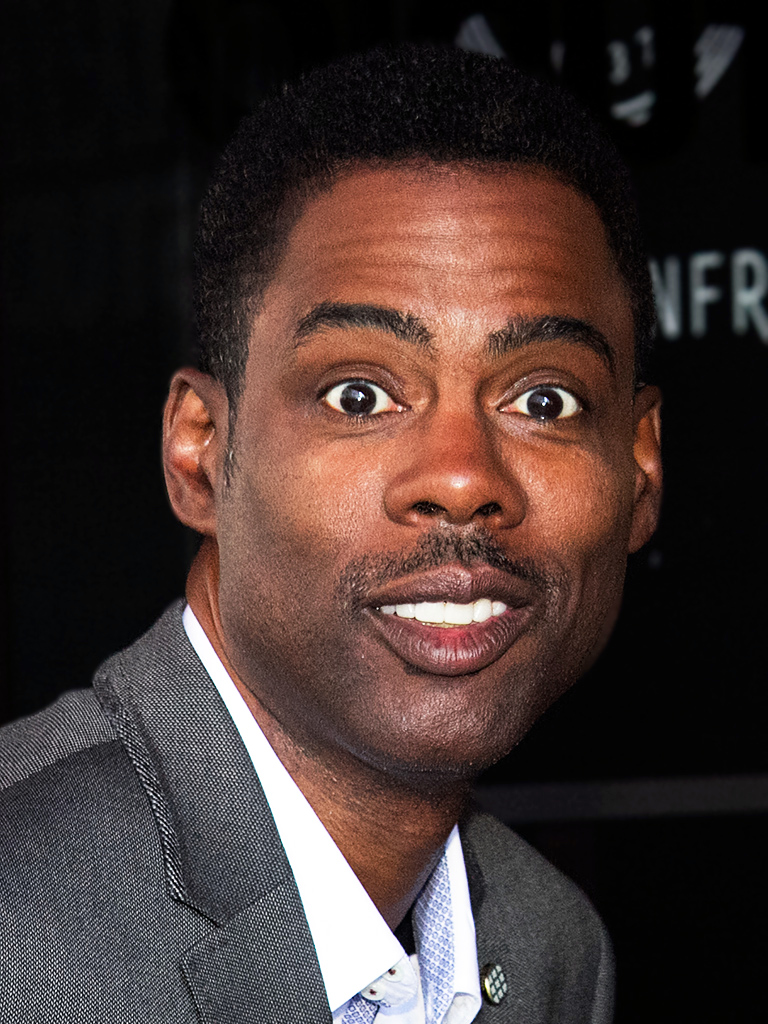
Лучшего друга Сайнфелда мог сыграть Крис Рок

Хотя Александер считал, что его прослушивание было «пустой тратой времени», и Дэвид, и Сайнфелд были впечатлены
"В ту же секунду, как мы увидели его, увидели, как первые строчки текста слетели с его губ, мы сказали: "Это тот самый парень".Джерри Сайнфелд, 
10 апреля 1989 года Александер прошел свое первое официальное прослушивание и встретился с Дэвидом и Сайнфелдом. Находясь в комнате ожидания после прослушивания, Александер увидел, что Ларри Миллер тоже проходит кастинг. Александер знал, что Миллер и Сайнфелд были очень хорошими друзьями, и поэтому решил, что он не получит эту роль. После своего прослушивания он вернулся в Нью-Йорк, и когда он приземлился, ему позвонили и сообщили, что он утверждён на роль.
Многие истории Джорджа были основаны на реальной жизни Дэвида. В эпизоде «Месть» (англ. The Revenge), Джордж в ярости увольняется с работы, но позже понимает, что совершил ошибку и возвращается на следующий день как ни в чём не бывало; этот сюжет основан на действиях Дэвида во время работы сценаристом в Saturday Night Live, когда он уволился, а затем вернулся к своей работе, изобразив, что ничего не было.

## Приём
Рейтинги
С момента выхода сериала Джордж Костанза многократно включался в списки лучших персонажей. Журнал People поместил его на первое место в своём рейтинге «100 лучших телевизионных персонажей». Британский комик Рики Джервейс и колумнистка The Guardian Марина Хайд называли Джорджа «возможно, величайшим персонажем комедийного сериала всех времен».
В списке 50 величайших персонажей ситкомов всех времен, составленном The Florida Times-Union Костанза занял 3-е место, уступив лишь Люси Рикардо из «Я люблю Люси» и Барни Файфу из «Шоу Энди Гриффита». В 2010 году TV Guide опубликовал фильм «25 лучших персонажей в истории телевидения», куда включил «раздражающего» Джорджа Костанзу.
За исполнение роли Джорджа Александер был номинирован на различные награды, включая 4 номинации на Золотой Глобус и 6 номинаций на Эмми.
Джроджу Костанзе принадлежит ряд известных крылатых фраз.